# Aunac
Aunac és un municipi francès situat al departament del Charente i a la regió de la Nova Aquitània. L'any 2007 tenia 341 habitants.

## Demografia

### Població
El 2007 la població de fet d'Aunac era de 341 persones. Hi havia 137 famílies de les quals 43 eren unipersonals (43 dones vivint soles i 43 dones vivint soles), 55 parelles sense fills, 35 parelles amb fills i 4 famílies monoparentals amb fills.
La població ha evolucionat segons el següent gràfic:
Habitants censats

### Habitatges
El 2007 hi havia 215 habitatges, 151 eren l'habitatge principal de la família, 37 eren segones residències i 27 estaven desocupats. 202 eren cases i 9 eren apartaments. Dels 151 habitatges principals, 106 estaven ocupats pels seus propietaris, 40 estaven llogats i ocupats pels llogaters i 4 estaven cedits a títol gratuït; 9 tenien dues cambres, 24 en tenien tres, 32 en tenien quatre i 86 en tenien cinc o més. 108 habitatges disposaven pel capbaix d'una plaça de pàrquing. A 71 habitatges hi havia un automòbil i a 66 n'hi havia dos o més.

### Piràmide de població
La piràmide de població per edats i sexe el 2009 era:
| Homes | Edats   | Dones |
| ----- | ------- | ----- |
| 0     | 95 o +  | 0     |
| 0     | 90 a 94 | 0     |
| 4     | 85 a 89 | 12    |
| 4     | 80 a 84 | 0     |
| 0     | 75 a 79 | 8     |
| 4     | 70 a 74 | 12    |
| 12    | 65 a 69 | 12    |
| 12    | 60 a 64 | 8     |
| 8     | 55 a 59 | 12    |
| 8     | 50 a 54 | 4     |
| 12    | 45 a 49 | 12    |
| 0     | 40 a 44 | 4     |
| 24    | 35 a 39 | 16    |
| 8     | 30 a 34 | 12    |
| 16    | 25 a 29 | 12    |
| 12    | 20 a 24 | 0     |
| 4     | 15 a 19 | 8     |
| 8     | 10 a 14 | 0     |
| 4     | 5 a 9   | 0     |
| 12    | 0 a 4   | 8     |

## Economia
El 2007 la població en edat de treballar era de 202 persones, 133 eren actives i 69 eren inactives. De les 133 persones actives 118 estaven ocupades (63 homes i 55 dones) i 15 estaven aturades (7 homes i 8 dones). De les 69 persones inactives 33 estaven jubilades, 12 estaven estudiant i 24 estaven classificades com a «altres inactius».

### Ingressos
El 2009 a Aunac hi havia 143 unitats fiscals que integraven 323,5 persones, la mediana anual d'ingressos fiscals per persona era de 16.916 €.

### Activitats econòmiques
Dels 28 establiments que hi havia el 2007, 1 era d'una empresa extractiva, 1 d'una empresa de fabricació de material elèctric, 4 d'empreses de construcció, 9 d'empreses de comerç i reparació d'automòbils, 1 d'una empresa de transport, 1 d'una empresa d'hostatgeria i restauració, 2 d'empreses immobiliàries, 2 d'empreses de serveis, 5 d'entitats de l'administració pública i 2 d'empreses classificades com a «altres activitats de serveis».
Dels 10 establiments de servei als particulars que hi havia el 2009, 1 era una oficina d'administració d'Hisenda pública, 1 oficina de correu, 1 paleta, 1 fusteria, 1 lampisteria, 1 empresa de construcció, 1 perruqueria, 1 restaurant, 1 agència immobiliària i 1 tintoreria.
Dels 2 establiments comercials que hi havia el 2009, 1 era una botiga de menys de 120 m² i 1 una carnisseria.
L'any 2000 a Aunac hi havia 9 explotacions agrícoles que ocupaven un total de 365 hectàrees.

## Equipaments sanitaris i escolars
L'únic equipament sanitari que hi havia el 2009 era una farmàcia.
El 2009 hi havia una escola elemental.

## Poblacions més properes
El següent diagrama mostra les poblacions més properes.